# دبليو ميلر
دبليو ميلر (بالإنجليزية: W. Chrystie Miller)‏ (و. 1843 – 1922 م) هو ممثل، من الولايات المتحدة الأمريكية، ولد في دايتون، أوهايو، توفي في جزيرة ستاتن، عن عمر يناهز 79 عاماً.

## وصلات خارجية
- دبليو ميلر على موقع IMDb (الإنجليزية)
- دبليو ميلر على موقع قاعدة بيانات برودواي على الإنترنت (الإنجليزية)
- دبليو ميلر على موقع قاعدة بيانات الأفلام السويدية (السويدية)
- دبليو ميلر على موقع قاعدة بيانات الفيلم (الإنجليزية)
- دبليو ميلر على موقع كينوبويسك (الروسية)